# Kolonia (rejon stoliński)
Kolonia (biał. Калонія; ros. Колония) – wieś na Białorusi, w obwodzie brzeskim, w rejonie stolińskim, w sielsowiecie Horodno, w pobliżu granicy z Ukrainą.
Dawniej część Horodna. W dwudziestoleciu międzywojennym leżała w Polsce, w województwie poleskim, w powiecie stolińskim. Po II wojnie światowej w granicach Związku Sowieckiego. Od 1991 w niepodległej Białorusi.